# Pseudophilautus oxyrhynchus
Espèce
Synonymes
- Ixalus oxyrhynchus Günther, 1872
- Philautus oxyrhynchus (Günther, 1872)

Statut de conservation UICN

 EX  : Éteint
Philautus oxyrhynchus est une espèce éteinte d'amphibiens de la famille des Rhacophoridae.

## Répartition
Elle était endémique du Sri Lanka,.

## Description
Cette espèce n'est connue que par son lectotype, une femelle adulte mesurant 18,6 mm. Toutefois Günther indique dans sa description que le plus grand spécimen en sa possession mesurait 24 mm. Les spécimens décrits avaient le dos rougeâtre avec des reflets olive et présentaient une marque en forme de sablier de couleur brune. Leur ventre était blanc avec une gorge tachetée de brun.

## Publication originale
- Günther, 1872 : Descriptions of some Ceylonese Reptiles and Batrachians. Annals and Magazine of Natural History, ser. 4, vol. 9, p. 85-88 (texte intégral).